# Андрей Белый
Андре́й Бе́лый (настоящее имя Бори́с Никола́евич Буга́ев; 14 (26) октября 1880, Москва — 8 января 1934, там же) — русский писатель, поэт, критик, мемуарист, стиховед. Один из ведущих деятелей русского символизма и модернизма в целом. Автор романов «Петербург», «Котик Летаев», «Серебряный голубь», поэм «Первое свидание» и «Глоссолалия», множества рассказов и стихотворений, цикла экспериментальных произведений «Симфонии», мемуаров о литературных кругах эпохи Серебряного века и трактата «История становления самосознающей души».

## Биография
Родился в семье Николая Васильевича Бугаева (1837—1903), декана физико-математического факультета Московского университета, и его жены Александры Дмитриевны, урождённой Егоровой (1858—1922).
До двадцати шести лет жил в самом центре Москвы, на Арбате; в квартире, где он провёл детские и юношеские годы, в настоящее время расположена мемориальная квартира Андрея Белого. Бугаев-старший обладал широкими знакомствами среди представителей старой московской профессуры; в доме бывал Лев Толстой.

### Детские и юношеские годы

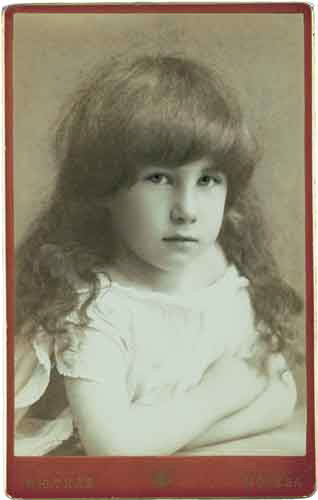
Боря Бугаев (1885)

Отец Андрея Белого был известным математиком и философом-лейбницианцем. Отличался рассеянностью и чудачествами, из-за чего стал легендой среди московского студенчества. Считал себя некрасивым, в отличие от красавицы-супруги; неоднократно говорил — «Я надеюсь, что Боря выйдет лицом в мать, а умом в меня».
Семья была недружной, её постоянно сотрясали ссоры и скандалы, свидетелем которых был маленький Боря. Семейные неурядицы произвели на ребёнка сильнейшее впечатление, которое было отражено и в его творчестве, в особенности — в его главном романе «Петербург».
В период с 1891 по 1899 год Борис Бугаев обучался в московской гимназии Л. И. Поливанова, где в последних классах увлёкся буддизмом, оккультизмом, одновременно изучая литературу. Особое влияние на Бориса оказывали тогда Достоевский, Ибсен, Ницше. Здесь у него пробудился интерес к поэзии, в особенности к французским и русским символистам (Бальмонт, Брюсов, Мережковский). В 1895 году сблизился с Сергеем Соловьёвым и его родителями — Михаилом Сергеевичем и Ольгой Михайловной, а вскоре и с братом Михаила Сергеевича — философом Владимиром Соловьёвым. Под влиянием Соловьёвых молодой Бугаев стал интересоваться новейшим искусством, философией (прежде всего Шопенгауэром и буддизмом в интерпретации Шопенгауэра), оккультизмом.
В 1899 году по настоянию отца поступил на естественное отделение физико-математического факультета Московского университета.
С юношеских лет пытался соединить художественно-мистические настроения с позитивизмом, со стремлением к точным наукам. В университете он специализировался по зоологии беспозвоночных, изучал труды Дарвина, химию; при этом не пропускал ни одного номера «Мира искусства». Осенью 1899 года Борис, по его выражению, «всецело отдается фразе, слогу».
В 1903 году он окончил физико-математический факультет университета, получив 28 мая диплом 1-й степени. На следующий день умер его отец. В сентябре 1904 года он поступил на историко-филологический факультет; посещал семинары проф. С. Н. Трубецкого (по Платону) и проф. Л. М. Лопатина (по «Монадологии» Г. Лейбница). Увлёкся теоретической философией и точным знанием, но под влиянием Г. Риккерта пришёл к заключению, что точные науки не объясняют мир как целое: они ограничивают предмет познания и тем самым «систематизируют отсутствие познания»; а подлинная жизнь раскрывается не через научное познание, а через творческую деятельность, которая «недоступна анализу, интегральна и всемогущественна». Уже в 1905 году он прекратил посещать занятия, а в 1906 году подал прошение об отчислении и стал заниматься исключительно литературной работой.

### Вхождение в круг символистов
В 1900 году Андрей Белый написал своё первое сочинение — «Северная симфония» (1-я, героическая), создав тем самым новый литературный жанр — литературную симфонию.
В декабре 1901 года Белый знакомится со «старшими символистами» — Брюсовым, Мережковским и Зинаидой Гиппиус, которые публиковались в издательствах «Гриф» и «Скорпион». В 1902 выходит в свет «Симфония (2-я, драматическая)», и потом «Северная симфония» (1904) «Возврат» (1905) и «Кубок метелей» (1908). Тогда же Михаил Соловьёв предложил молодому писателю взять псевдоним «Андрей Белый».
Осенью 1903 года вокруг Андрея Белого организовался литературный кружок, получивший название «Аргонавты». В 1904 году «аргонавты» собирались на квартире у Астрова. На одном из заседаний кружка было предложено издать литературно-философский сборник под названием «Свободная совесть», и в 1906 году вышли две книги этого сборника.
В 1903 году Белый вступил в переписку с Александром Блоком, а через год состоялось их личное знакомство.
С момента основания журнала «Весы» в январе 1904 года Андрей Белый стал тесно сотрудничать с ним.
В 1904 году издан первый поэтический сборник «Золото в лазури», в который вошло знаменитое стихотворение «Солнце».

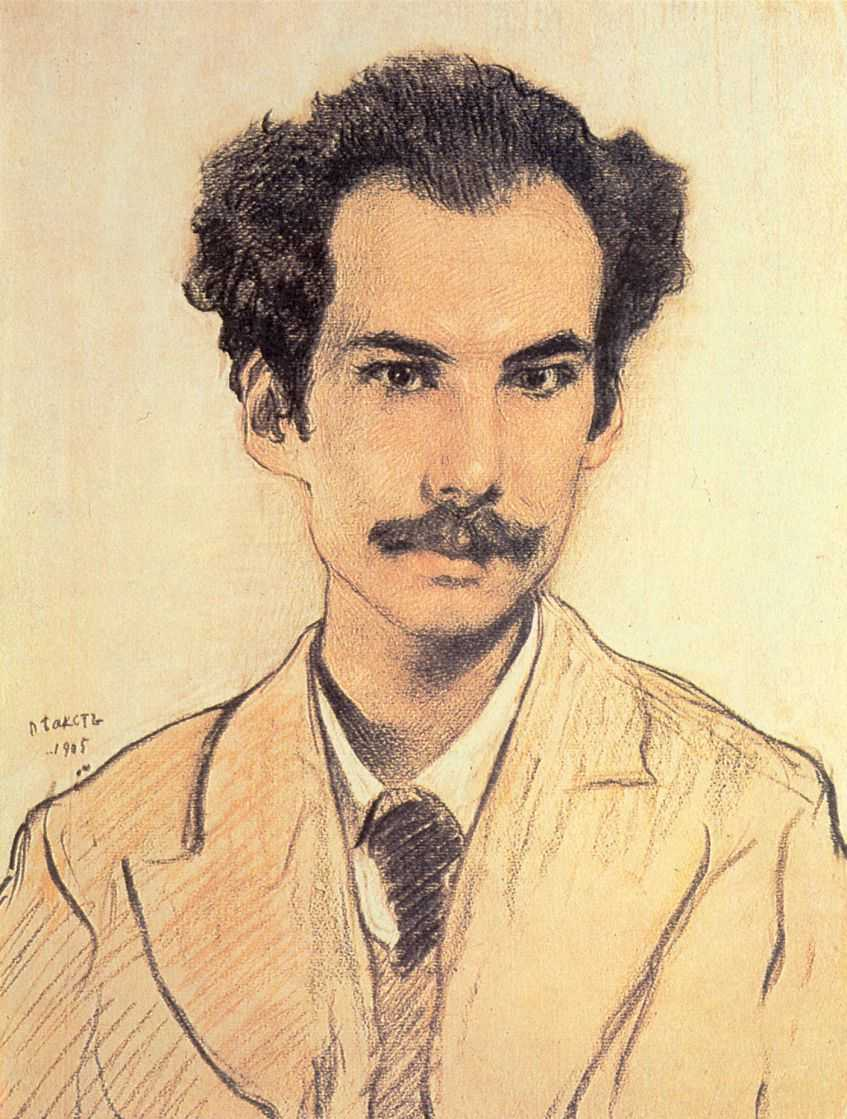
Карандашный набросок Леона Бакста

После мучительного разрыва с Блоком и его женой Любовью Менделеевой (неудачный роман с которой, по его мнению, предопределил всю его дальнейшую жизнь) Белый полгода жил за рубежом.
В начале 1905 года Андрей Белый приехал к Мережковскому и Гиппиус в Петербург. Там он стал свидетелем первой русской революции, которую воспринял восторженно, но в событиях не участвовал.
Конец осени и начало зимы 1906 писатель жил в Мюнхене, потом перебрался в Париж, где оставался до 1907 года. В 1907 году Андрей Белый вернулся в Москву, где работал в журнале «Весы» и сотрудничал с изданием «Золотое руно».
В 1909 году стал одним из сооснователей издательства «Мусагет». В 1911 году совершил ряд путешествий через Сицилию — Тунис — Египет — Палестину (описано в «Путевых заметках»). В 1910 году Бугаев, опираясь на владение математическими методами, читал начинающим поэтам лекции о просодии — по словам Д. Мирского, «дата, с которой можно отсчитывать само существование русского стиховедения как отрасли науки».
С 1912 года редактировал журнал «Труды и дни», основной темой которого были теоретические вопросы эстетики символизма.

### Штейнерианство
В 1912 году в Берлине он познакомился с Рудольфом Штейнером, стал его учеником и без оглядки отдался своему ученичеству и антропософии. Фактически отойдя от прежнего круга писателей, работал над прозаическими произведениями.
Когда началась Первая мировая война, Штейнер со своими учениками, в том числе и с Андреем Белым, находились в швейцарском Дорнахе, где начиналось строительство Гётеанума. Этот храм строился собственными руками учеников и последователей Штейнера. Перед началом Первой мировой войны А. Белый посетил могилу Фридриха Ницше в деревушке Рёккен под Лейпцигом и мыс Аркона на острове Рюген.
В 1916 году Б. Н. Бугаев был вызван в Россию «для проверки своего отношения к воинской повинности» и окружным путём через Францию, Англию, Норвегию и Швецию прибыл в Россию. Жена за ним не последовала. Летом того же года литератора призвали на военную службу, но в сентябре дали отсрочку. Андрей Белый жил то в Подмосковье, то в Царском Селе под Петроградом.

### После революции
Февральскую революцию воспринял восторженно. Ей он посвятил поэму «Христос воскрес» и сборник стихов «Звезда».
После Октябрьской революции он вёл занятия по теории поэзии и прозы в московском Пролеткульте среди молодых пролетарских писателей.
Как показывал в 1933 году на допросе в ОГПУ М. И. Сизов, в 1920 году вместе с Апполоном Карелиным Андрей Белый создал «Восточный отряд Тамплиеров Всемирного ордена Тамплиеров» (в других источниках его называют ещё «Орден света») — законспирированную организацию, которая сочетала в себе элементы масонства и мистического анархизма.
С конца 1919 года Белый задумывался о возвращении к жене в Дорнах; за границу его выпустили только в начале сентября 1921 года. Из объяснения с Асей стало ясно, что продолжение совместной семейной жизни невозможно.
С октября 1921 по октябрь 1923 года жил в Берлине (в другом источнике указано, что Андрей Белый жил до осени 1922 года в Цоссене). «Белый — покойник, и ни в каком духе он не воскреснет», — писал в то время в «Правде» председатель Реввоенсовета Лев Троцкий. Владислав Ходасевич и другие мемуаристы запомнили его изломанное, скоморошеское поведение, «выплясывание» трагедии в берлинских барах. По свидетельству его знакомой Н. А. Северцевой-Габричевской, он очень любил танцы (особенно фокстрот и шимми) и великолепно танцевал, что продолжилось и после его возвращения в Москву в октябре 1923 года.
Меня влечёт теперь к иным темам: музыка «пути посвящения» сменилась для меня музыкой фокстрота, бостона и джимми; хороший джозбэнд предпочитаю я колоколам Парсиваля; я хотел бы в будущем писать соответствующие фокстроту стихи.
«Его фокстрот», — писала Марина Цветаева, — «чистейшее хлыстовство: даже не свистопляска, а (моё слово) христопляска».

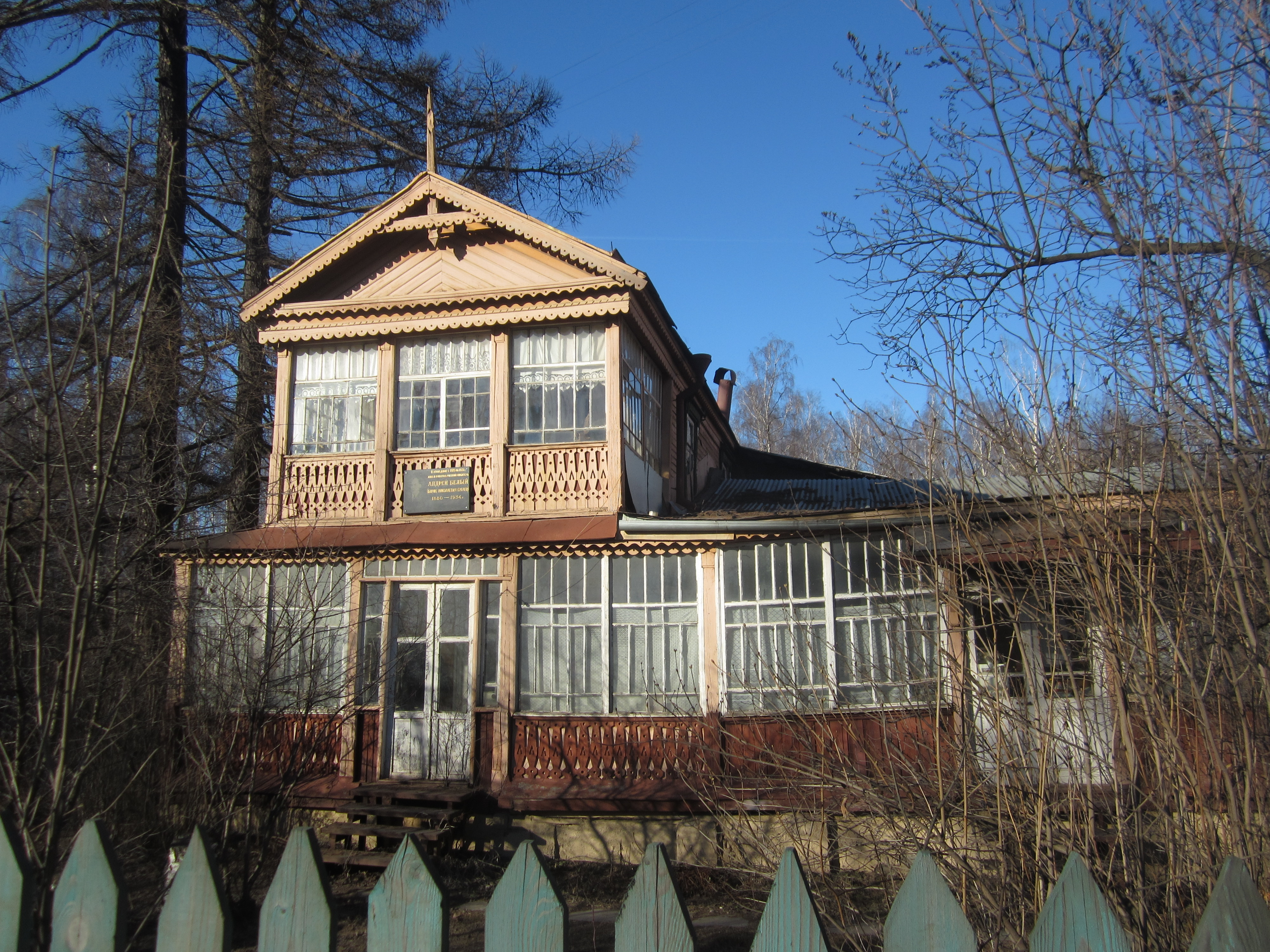
Дом в Кучино, где жил поэт Андрей Белый

В марте 1925 года Андрей Белый снял две комнаты в Кучино в Подмосковье.
Писатель умер на руках у своей жены Клавдии Николаевны 8 января 1934 года от инсульта — следствие солнечного удара, случившегося с ним в Коктебеле. Эта судьба была предсказана им в сборнике «Пепел» (1909):
Золотому блеску верил,

А умер от солнечных стрел.

Думой века измерил,

А жизнь прожить не сумел.

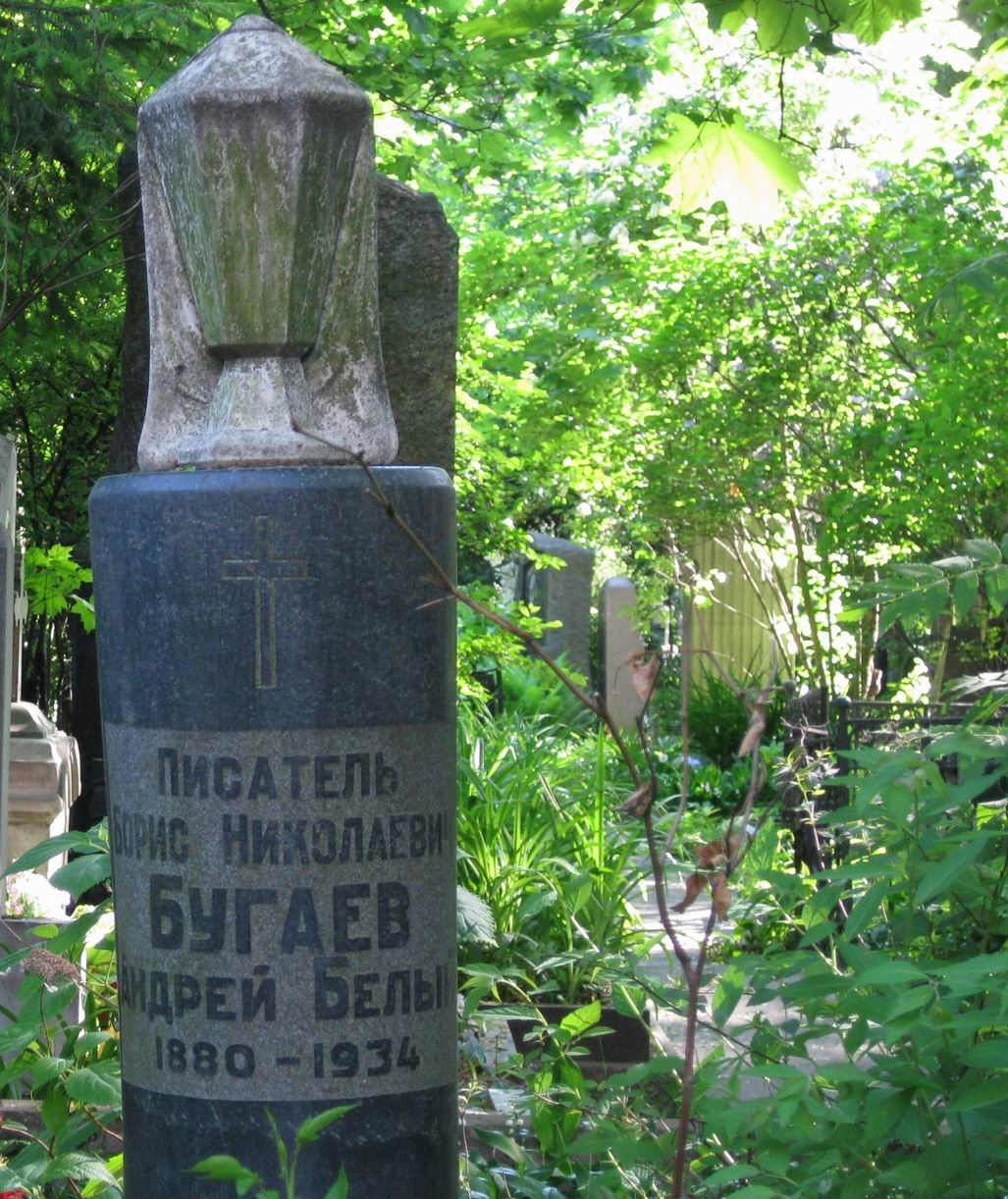
Могила Андрея Белого на Новодевичьем кладбище Москвы

Осип Мандельштам откликнулся на известие о смерти Белого поэтическим циклом, начинающимся строками: «Голубые глаза и горячая лобная кость — Мировая манила тебя молодящая злость…» В газете «Известия» был опубликован некролог Белого за авторством Б. Л. Пастернака и Б. А. Пильняка, в котором Белый, не являвшийся центральной или значительной фигурой в складывавшейся советской литературе, трижды был назван «гением». Власти распорядились изъять его мозг и передать на хранение в Институт мозга человека.

## Личная жизнь
В годы, когда символисты пользовались наибольшим успехом, Белый состоял в «любовных треугольниках» сразу с двумя собратьями по течению — Валерием Брюсовым и Александром Блоком. Отношения Белого, Брюсова и Нины Петровской вдохновили Брюсова на создание романа «Огненный ангел» (1907). В 1905 году Нина Петровская стреляла в Белого. Треугольник Белый — Блок — Любовь Менделеева замысловато преломился в романе «Петербург» (1913). Некоторое время Любовь Менделеева-Блок и Белый встречались в съёмной квартире на Шпалерной улице. Когда же она сообщила Белому, что остаётся с мужем, а его хочет навсегда вычеркнуть из жизни, Белый вступил в полосу глубокого кризиса, едва не закончившегося самоубийством. Ощущая себя покинутым всеми, он уехал за границу.
По возвращении в Россию в апреле 1909 года Белый сблизился с Анной Тургеневой («Ася»), внучатой племянницей И. С. Тургенева. В декабре 1910 года она сопровождала Белого в путешествии по Северной Африке и Ближнему Востоку. Церемония бракосочетания состоялась в Берне 23 марта 1914 года. В 1921 году, когда писатель вернулся к ней в Германию после пяти лет пребывания в России, Анна Алексеевна предложила ему разойтись навсегда. Она осталась жить в Дорнахе, посвятив себя служению делу Рудольфа Штейнера.
В октябре 1923 года Андрей Белый вернулся в Москву.
18 июля 1931 г. вступил в брак с антропософкой Клавдией Николаевной Васильевой (урожд. Алексеева; 1886—1970).

## Творчество
Литературный дебют — «Симфония (2-я, драматическая)» (М., 1902). За ней последовали «Северная симфония (1-я, героическая)» (1904), «Возврат» (повесть, 1905), «Кубок метелей» (1908) в индивидуальном жанре лирической ритмизованной прозы с характерными мистическими мотивами и гротескным восприятием действительности. Войдя в круг символистов, участвовал в журналах «Мир искусства», «Новый путь», «Весы», «Золотое руно», «Перевал».
Ранний сборник стихов «Золото в лазури» (1904) отличается формальным экспериментаторством и характерными символистскими мотивами. После возвращения из-за границы выпустил сборники стихов «Пепел» (1909; трагедия деревенской Руси), «Урна» (1909), роман «Серебряный голубь» (1909; отд. изд. 1910), очерки «Трагедия творчества. Достоевский и Толстой» (1911). Итоги собственной литературно-критической деятельности, отчасти символизма в целом, подведены в сборниках статей «Символизм» (1910; включает также стиховедческие работы), «Луг зелёный» (1910; включает критические и полемические статьи, очерки о русских и зарубежных писателях), «Арабески» (1911).
В 1914—1915 вышла первая редакция романа «Петербург», который является второй частью трилогии «Восток или Запад». В романе «Петербург» (1913—14; переработанная сокращённая редакция — 1922) символизированное и сатирическое изображение российской государственности. Роман широко признан в качестве одной из вершин прозы русского символизма и модернизма в целом.
Первый в задуманной серии автобиографических романов — «Котик Летаев» (1914—15, отд. изд. 1922); серия продолжена романом «Крещёный китаец» (1921; отд. изд. 1927). В 1915 Белый пишет исследование «Рудольф Штейнер и Гёте в мировоззрении современности» (М., 1917).
Понимание Первой мировой войны как проявления общего кризиса западной цивилизации отражено в цикле «На перевале» («I. Кризис жизни», 1918; «II. Кризис мысли», 1918; «III. Кризис культуры», 1918). Восприятие животворной стихии революции как спасительного выхода из этого кризиса — в очерке «Революция и культура» (1917), поэме «Христос воскрес» (1918), сборнике стихов «Звезда» (1922). Также в 1922 году в Берлине публикует «звуковую поэму» «Глоссолалия», где, опираясь на учение Р. Штейнера и метод сравнительно-исторического языкознания, разрабатывает тему создания вселенной из звуков. По возвращении в Советскую Россию (1923) создаёт роман-эпопею «Москва» («Московский чудак», «Москва под ударом», «Маски»), пишет мемуары — «Воспоминания о Блоке» (1922—23) и мемуарную трилогию «На рубеже двух столетий» (1930), «Начало века» (1933), «Между двух революций» (1934).

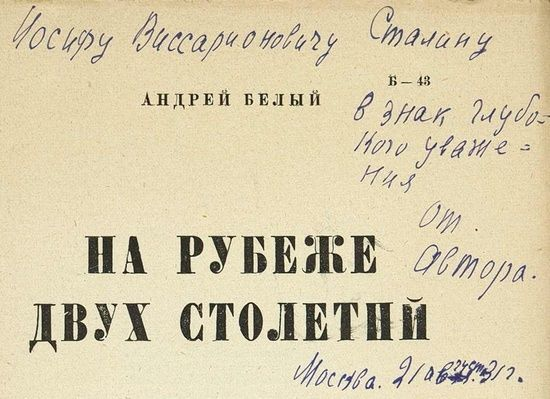
Дарственная надпись Иосифу Сталину на титульном листе книги «На рубеже двух столетий», 1931 год

Среди последних работ Андрея Белого — теоретико-литературные исследования «Ритм как диалектика и „Медный всадник“» (1929) и «Мастерство Гоголя» (1934), которые позволили В. В. Набокову назвать его «гением въедливости». Сокращённое изложение теоретических выкладок Белого о ритме русского стиха приведено Набоковым в приложении к переводу «Евгения Онегина» на английский язык («Заметки о стихосложении», 1964).Главный, итоговый труд жизни — трактат «История становления самосознающей души» (1926—1931).

## Влияние
Даже его романы оставались чтением преимущественно интеллектуальной элиты. Это был «писатель для писателей» прежде всего, мэтр, изобретатель, изобретениями которого пользовались многие из русских романистов более молодых поколений. Язык его книг - это язык Белого, совершенно так же, как язык «Улисса» не английский, но язык Джойса.
Стилистическая манера Белого предельно индивидуализирована — это ритмическая, узорчатая проза с многочисленными сказовыми элементами. По словам В. Б. Шкловского, «Андрей Белый — интереснейший писатель нашего времени. Вся современная русская проза носит на себе его следы. Пильняк — тень от дыма, если Белый — дым». Для обозначения влияния А. Белого и А. М. Ремизова на послереволюционную литературу исследователь использует термин «орнаментальная проза». Это направление стало основным в литературе первых лет советской власти. В 1922 году Осип Мандельштам призывал писателей к преодолению Андрея Белого как «вершины русской психологической прозы» и к возвращению от плетения словес к чистому фабульному действию. Начиная с конца 1920-х гг. беловское влияние на советскую литературу неуклонно сходило на нет.
В 2000 году состоялось открытие мемориального музея Андрея Белого в доме, где писатель прожил первые двадцать шесть лет своей жизни.
Интерес к творчеству Белого резко возрос с зарождением на Западе модернизма и постмодернизма, на что часто обращалось внимание отечественными и зарубежными критиками.

## Произведения

### Повести и романы
- Серебряный голубь (роман, 1909)
- Петербург (роман, 1913, вторая редакция — 1922)
- Котик Летаев (роман, 1918)
- Крещёный китаец (роман, 1921)
- Записки чудака (повесть, 1922)
- Возвращенье на родину (отрывки из повести, 1922)
- Москва (роман-эпопея, 1926—1932)

### Рассказы
- Рассказ № 2 (1902)
- Световая сказка (1903)
- Мы ждем его возвращения (1903)
- Аргонавты (1904)
- Куст (1906)
- Горная владычица (1907)
- Адам (1908)
- Йог (1918)

### Поэмы
- Глоссолалия (1917)
- Христос воскрес (1918)
- Первое свидание (1918)

### Сборники стихотворений
- Золото в лазури (1904)
- Пепел (1909)
- Урна (1909)
- Звезда (1919)
- Королевна и рыцари (1919)
- После разлуки (1922)
- Стихи о России (1922)

### Симфонии
- Северная симфония (1-я, героическая) (1900, первое издание — 1904)
- Симфония (2-я, Драматическая) (1902)
- Возврат. III симфония (1905)
- Кубок метелей. Четвёртая симфония (1908)

Трактат
«История становления самосознающей души» (1926—1931)

## Переводына другие языки

### Переводы нагреческий язык
- Αντρέι Μπέλι. Συμφωνία 1η και Συμφωνία του Βορρά [Андрей Белый. 1-я Симфония; 2-я Северная Симфония : пер. на греч. Д. Триантафиллидиса]. — Афины: Samizdat, 2020. — ISBN 978-618-5220-47-1

- Αντρέι Μπέλι. Μετά το χωρισμό [Андрей Белый. После разлуки : пер. на греч. Д. Триантафиллидиса]. — Афины: Samizdat, 2018. — ISBN 978-618-5220-21-1

- Αντρέι Μπέλι. Η τραγωδία της δημιουργίας — Ο Συμβολισμός — Η τέχνη του μέλλοντος [Андрей Белый. Трагедия творчества и другие эссе : пер. на греч. Д. Триантафиллидиса]. — Афины: Samizdat, 2016. — ISBN 978-618-81561-7-3

## Память

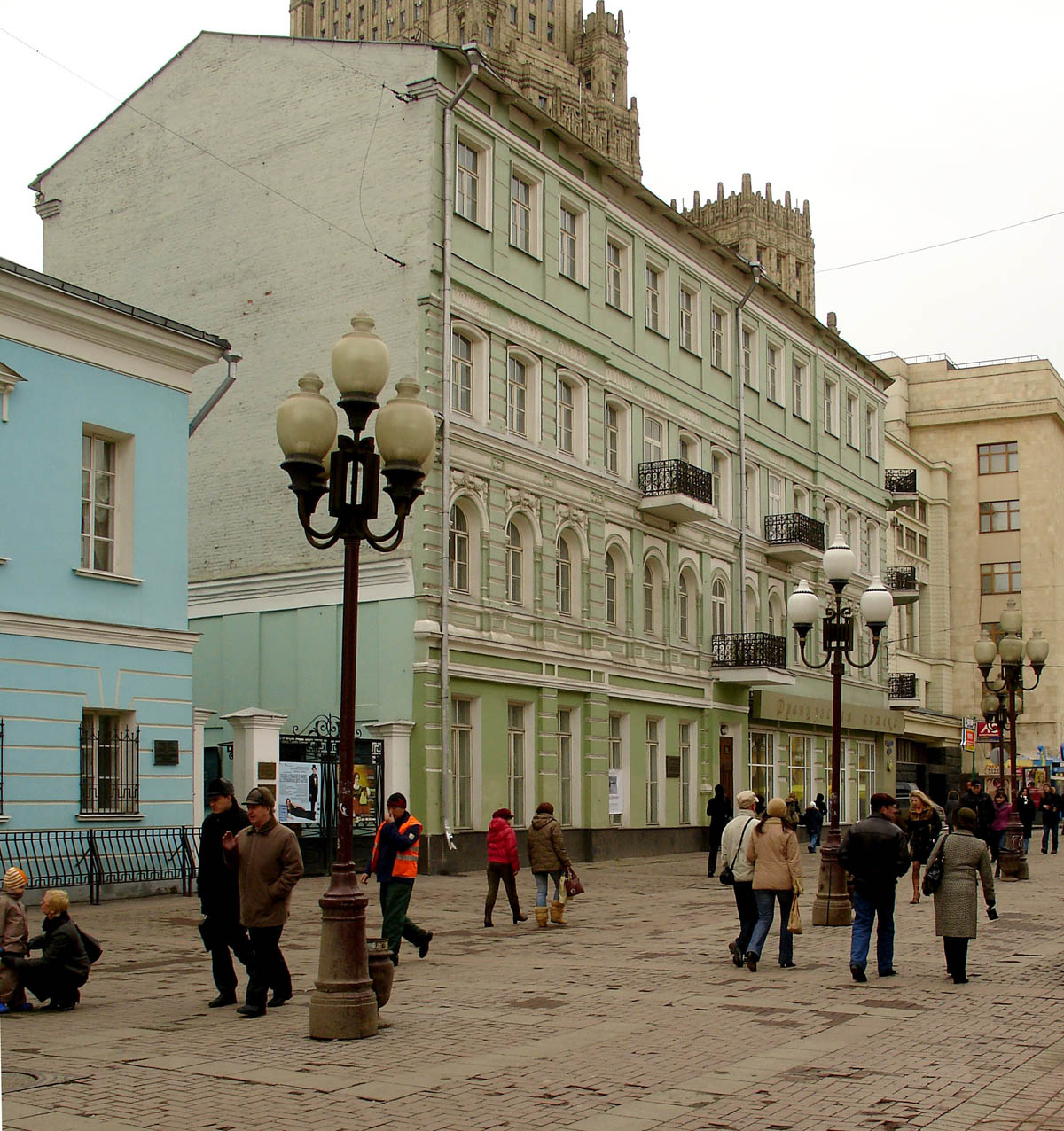
Дом по адресу Арбат, 55, где находится Мемориальная квартира Андрея Белого, в которой он прожил первые 26 лет

- В 2000 году в Москве, в доме на углу Арбата и Денежного переулка, где прожил свои первые двадцать шесть лет Борис Бугаев, была открыта «Мемориальная квартира Андрея Белого», филиал государственного музея А. С. Пушкина.
- 18 ноября 2005 года в микрорайоне Балашихи Кучино, в доме, где с сентября 1925 года по апрель 1931 года жил и работал поэт, был открыт мемориальный дом-музей Андрея Белого.
- 27 октября 2015 года напротив дома-музея поэта в Кучино, был установлен первый в России памятник поэту — бронзовая скульптура высотой около двух с половиной метров, авторы Сергей Ялоза и Наталия Базюк[39].
- 17 ноября 2017 года на доме в Лебедяни, где поэт проживал в 1932 году, была установлена мемориальная доска[40]

### Адреса поэта в Петербурге
- 01.1905 года — квартира Мережковского в доходном доме А. Д. Мурузи — Литейный проспект, 24;
- 01. — 02.1905 года — меблированные комнаты «Париж» в доходном доме П. И. Лихачёва — Невский проспект, 66;
- 12.1905 года — меблированные комнаты «Париж» в доходном доме П. И. Лихачёва — Невский проспект, 66;
- 04. — 08.1906 года — меблированные комнаты «Париж» в доходном доме П. И. Лихачёва — Невский проспект, 66;
- 30.01. — 08.03.1917 года — квартира Р. В. Иванова-Разумника — Царское Село, Колпинская улица, 20;
- весна 1920 — 10.1921 — доходный дом И. И. Дернова — улица Слуцкого, 35 (с 1918 по 1944 год так называлась Таврическая ул.).